# Invasion de Shikoku
À l'issue de l'invasion de Shikoku en 1585, Toyotomi Hideyoshi s'empare de Shikoku, la plus petite des quatre principales îles du Japon, alors possession de Chōsokabe Motochika.
L'armée de Hideyoshi est divisée en trois forces. La première, commandée par Hashiba Hidenaga et Hashiba Hidetsugu, comprend 60 000 hommes, prend d'assaut les provinces d'Awa et Tosa, et s'approche de Shikoku par l'île Akashi. La deuxième force emmenée par Ukita Hideie, comprend 23 000 contre la province de Sanuki. La force d'attaque finale dirigée par Mōri Terumoto, Kobayakawa Takakage et Kikkawa Motonaga et composée de 30 000 hommes, s'avance sur la province d'Iyo. Au total, 600 grands navires et 103 petits navires sont nécessaires pour transporter l'armée de Hideyoshi à Shikoku.
Malgré la taille énorme de l'armée de Hideyoshi et les suggestions de ses conseillers, Chôsokabe choisit de se battre pour défendre ses territoires. Les batailles aboutissent au siège du château d'Ichinomiya qui dure 26 jours. Chôsokabe fait une tentative du bout des lèvres pour soulager son château du siège mais se rend finalement. Il est autorisé à conserver la province de Tosa tandis que le reste de Shikoku est réparti entre les généraux de Hideyoshi.

## Source
- Turnbull, Stephen (1998). The Samurai Sourcebook. Londres : Cassell & Co.

## Source de la traduction
- (en) Cet article est partiellement ou en totalité issu de l’article de Wikipédia en anglais intitulé « Invasion of Shikoku (1585) » (voir la liste des auteurs).